# MEX宮古・盛岡

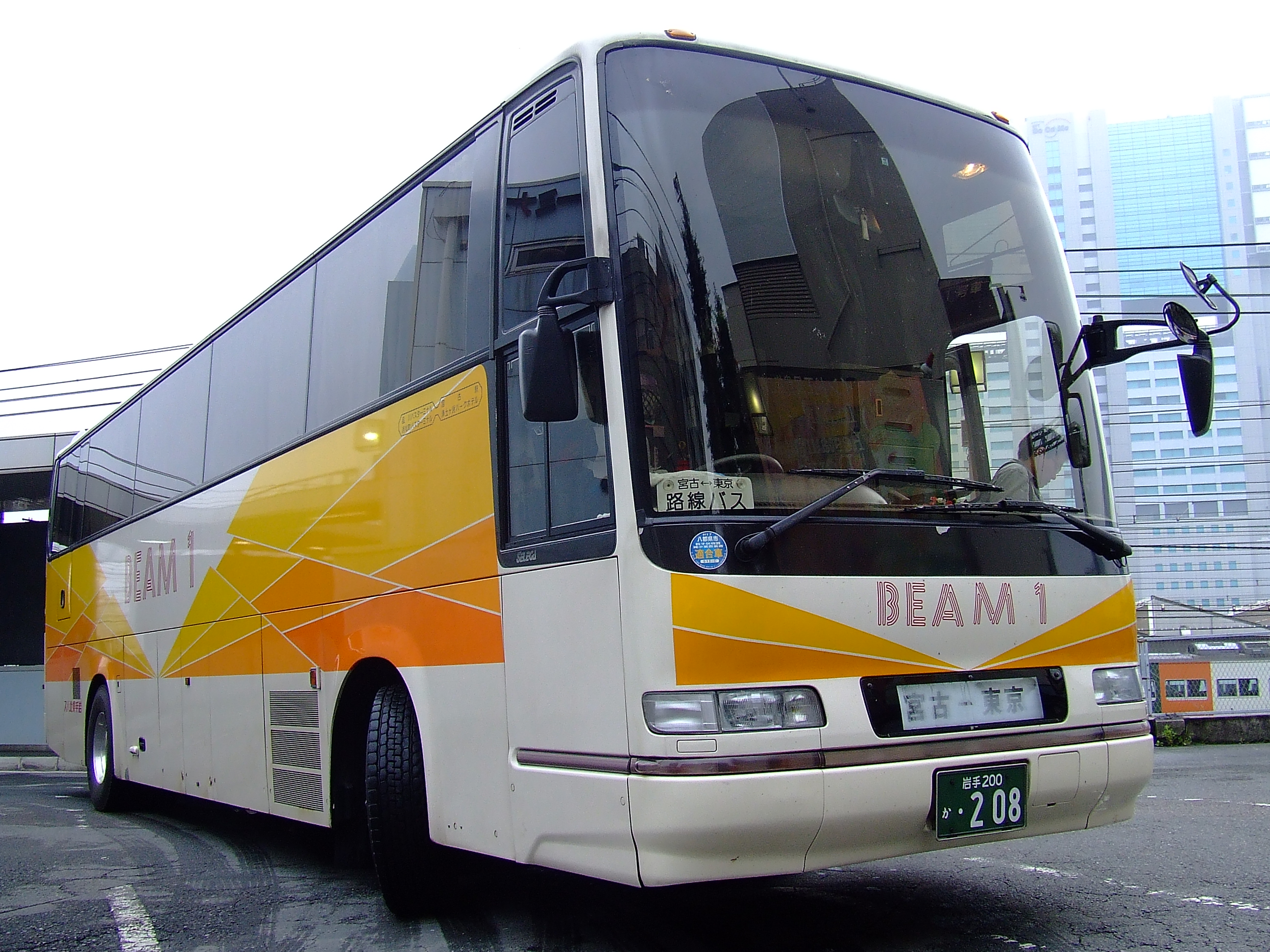
「BEAM-1」専用塗装の岩手県北バス日野・セレガGD（後期形）

MEX宮古・盛岡（メックスみやこ・もりおか）は、岩手県北バスが神奈川県横浜市・東京都と岩手県盛岡市・宮古市および下閉伊郡山田町間で運行する夜行高速バス。旧称は、本州最東端にある宮古市が本州で最も早く朝日（ビーム）が見られることにちなんだ「BEAM-1」（ビームワン）。
1日1往復の運行。全席予約指定制で乗車前に予約が必要である。道の駅やまだ（おいすた）、シートピアなあど、盛岡南から乗車する場合、無料で自家用車を駐車できるパーク&ライドが利用できる。

## 解説
1989年（平成元年）7月8日運行開始。当初は、品川バスターミナル - 浄土ヶ浜パークホテル間の運行で、京浜急行電鉄との共同運行であった。
2014年（平成26年）から5段階の季節運賃（S期間・A期間・B期間・C期間・C2期間）を導入し、S期間の往復割引・学生割引を廃止した。多客期に運転される増発便（4列シート車）の運賃は通常の3列シート車より安くなるが、S期間以外（A期間・B期間・C期間・C2期間）でも往復割引は適用されない。
2018年（平成30年）から車内フリーWi-Fiサービスを実施した。羽田京急バス（当時）は「KEIKYU-BUS FREE Wi-Fi」、岩手県北バスはみちのりホールディングスが提供する「MICHINORI Free Wi-Fi」。Wi-Fi利用可能時間は羽田京急バス担当便が3時間、岩手県北バス担当便が12時間。
2020年（令和2年）、新型コロナウイルス感染症の影響により、4月16日に緊急事態宣言が全都道府県へ拡大されたことを受け、同日出発分から2021年（令和3年）10月27日まで運休となっていたが、翌28日より「MEX宮古・盛岡」に改称の上、運行を再開した。

## 盛岡駅連絡バス
2003年（平成15年）7月1日から、岩手県北バス盛岡南営業所のある「盛岡南」停留所での客扱いを開始したが、同停留所は市街地から離れている（所在地は国道46号沿いで都南バスターミナルとJR東北本線をはさんで西側）。そのため岩手県北バスは利便性を図るべく盛岡駅 - 盛岡南間の接続バスを運行開始。盛岡駅バスターミナル（盛岡駅東口7番のりば） - 盛岡南間で連絡バスを運行している。連絡バス運行には106急行バスの出入庫回送便を活用している。
当路線との乗り継ぎの場合は運賃無料。盛岡駅前発は当日の乗車券を提示すれば無料で乗車でき、盛岡南発は降車の際に乗継券を発行する。当路線利用客以外でも乗車でき、その場合の運賃は大人片道250円となる。
当路線は2017年（平成29年）7月1日から盛岡駅西口への乗り入れを開始したが、以降も盛岡駅東口へのアクセス便運行は継続している。

## 運行会社

### 現在の運行会社
- 岩手県北バス
  - 宮古営業所が担当（岩手ナンバー）

### 過去の運行会社
- 京浜急行バス
  - 羽田営業所が夜行0.5往復を担当していた。
  - 運行開始時は京浜急行電鉄直営（羽田営業所）→京急バス（後の羽田京急バス）設立後に移管→京浜急行バス羽田営業所へ再移管。
  - 東京側の乗務員休憩は京浜急行バス大森営業所で行っていた。

## 歴史

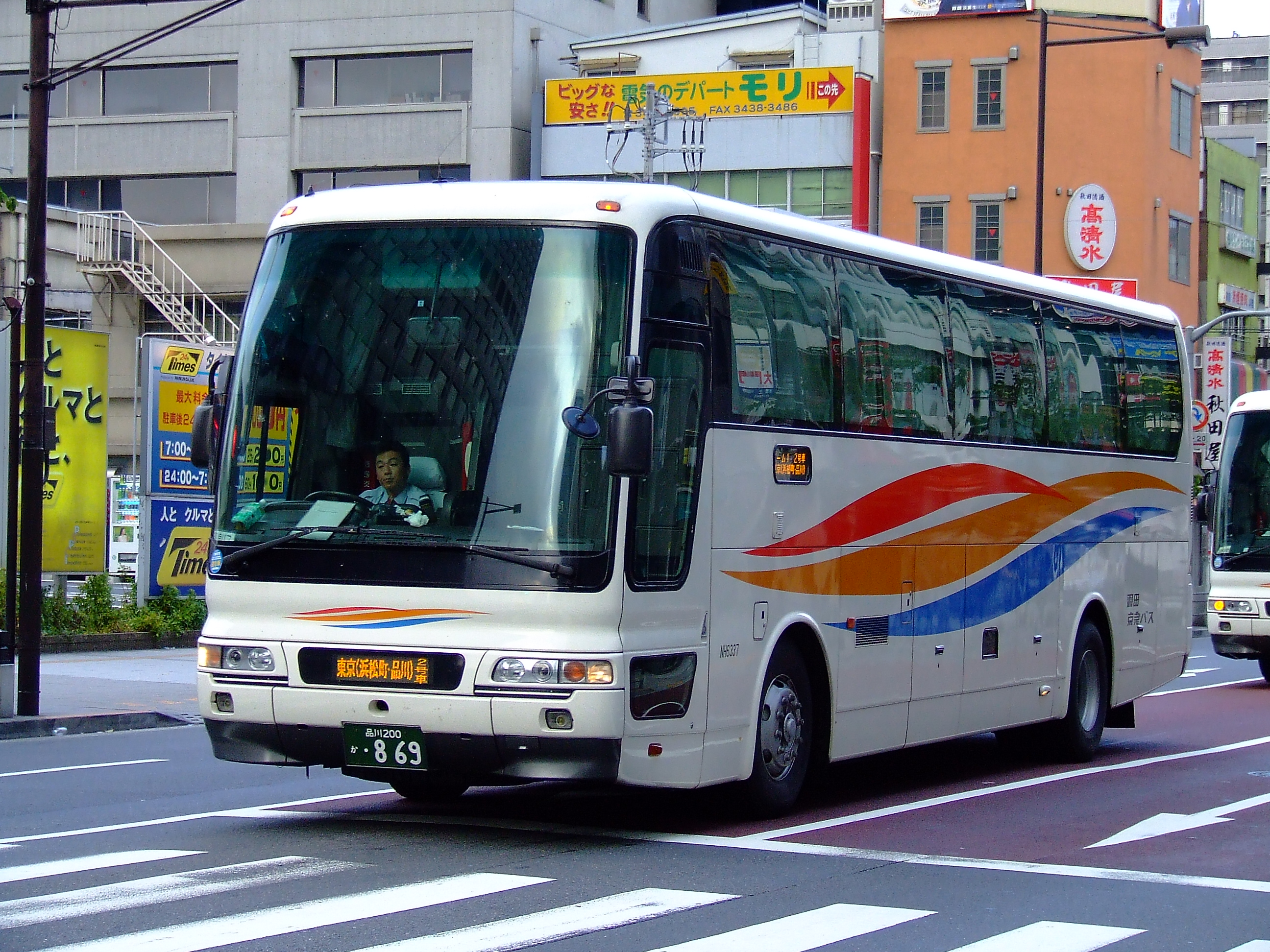
羽田京急バスの車両
三菱ふそう・エアロクィーンI

- 1989年（平成元年）7月8日 - 京浜急行電鉄と岩手県北バスの共同運行により運行開始[2][11]。当初は品川バスターミナル - 浄土ヶ浜パークホテル間の運行であった。
- 2003年（平成15年） 7月1日 - 京急便の運行が京浜急行電鉄（羽田営業所）から羽田京急バスへ移管[2]。盛岡南での客扱いを開始し、盛岡駅 - 盛岡南間の接続バスを運行開始。
- 2005年（平成17年）頃 - 学割運賃を設定。
- 2011年（平成23年）
  - 3月18日 - 同年3月11日に発生した東日本大震災の影響で運休していたが、同日夜の出発便より運行再開。東京都心と三陸海岸を結ぶ交通機関としては震災後初の運行再開となった[12]。
  - 3月23日 - 東日本大震災により東北新幹線が不通となったため、岩手県北自動車が単独で品川・浜松町 - 盛岡南間の昼行便「緊急支援バス」を運行開始（浜松町には4月11日から停車）。盛岡南にて盛岡駅・宮古方面に連絡[13]。
  - 5月10日 - 緊急支援バス（昼行便）の運行を終了。
  - 7月16日 - 往復割引運賃を設定。
  - 12月15日 - この日の出発便より2号車（岩手県北バス担当便）が道の駅やまだへ区間延長。1号車（羽田京急バス担当便）は営業認可申請の都合上、従来どおり浄土ヶ浜パークホテルまで運行[14][15]。
- 2012年（平成24年）1月10日 - この日の出発便より羽田京急バス担当便も道の駅やまだへ区間延長。これに伴い浄土ヶ浜パークホテルバス停を廃止[16]。
- 2014年（平成26年）
  - 7月1日 - この日より同年7月31日まで、通常運賃よりも25％割引となる開業25周年割引運賃を実施[17]。
  - 10月1日 - 運賃を5段階の季節運賃（S期間・A期間・B期間・C期間・C2期間）に変更。あわせてS期間における往復割引・学生割引を廃止[4]。
- 2017年（平成29年）7月1日 - 横浜駅東口バスターミナルへ区間延長。同時に盛岡駅西口にも停車[18][19]。
- 2018年（平成30年）
  - 1月9日 - 岩手県北自動車の高速バス全線と106急行バスで、車内フリーWi-Fiサービスを導入完了[5]。
  - 3月1日 - 京急の高速バス・空港リムジンバスで、車内フリーWi-Fiサービスを導入開始[6]。
  - 4月1日 - 羽田京急バスの吸収合併[2]に伴い、東京側の運行会社が京浜急行バス羽田営業所へ再移管。
- 2019年（令和元年）10月1日 - 消費税引き上げに伴い運賃改定[20][21]。
- 2020年（令和2年）
  - 4月16日 - 新型コロナウイルス感染症の影響により、政府が緊急事態宣言を全都道府県へ拡大したことを受け、当日出発便より同年5月6日出発便まで運休[22][23]。
  - 5月26日 - 新型コロナウイルス感染症の影響による移動需要の激減に伴い、引き続き「当面の間運休」とすることを発表[24]。
- 2021年（令和3年）
  - 3月15日 - この日の運行をもって京浜急行バスが「旅客需要の変動」を理由に撤退[25]、翌16日から岩手県北バスの単独運行となる[26]。これにより、京浜急行バスは2020年4月15日の出発便が事実上の最終運行となった。
  - 10月28日 - この日の出発便（横浜・東京発は翌29日出発便）より運行再開[8]。あわせて路線名を「MEX宮古・盛岡」に改称し、さいたま新都心バスターミナルと東京駅（鍛冶橋駐車場）を新設、品川バスターミナルへの停車を取りやめ[8]。
- 2022年（令和4年）9月26日 - この日の出発便（岩手発は同28日出発便）より、東京駅の停留所を鍛冶橋駐車場からバスターミナル東京八重洲に変更[27]。
- 2023年（令和5年）
  - 2月1日 - 「シートピアなあど」停留所を新設[28]。
  - 9月1日 - 道の駅やまだの移転に伴い、「道の駅やまだ（おいすた）」停留所を新設。旧施設の停留所は「ふれあいパークやまだ」に改称のうえで乗り入れを継続。「山田支所前」停留所への停車は取りやめ[29]。

## 運行経路
凡例 ○：乗車のみ取り扱い ●：降車のみ取り扱い
| 所在地   | 所在地           | 停留所名                            | 乗降取り扱い | 乗降取り扱い | 備考                                        |
| 所在地   | 所在地           | 停留所名                            | 横浜 ↓ 宮古  | 横浜 ↑ 宮古  | 備考                                        |
| -------- | ---------------- | ----------------------------------- | ------------ | ------------ | ------------------------------------------- |
| 神奈川県 | 横浜市西区       | 横浜駅東口バスターミナル            | ○            | ●            | 17番のりば                                  |
| 東京都   | 中央区           | バスターミナル東京八重洲            | ○            | ●            | 16番のりば                                  |
| 埼玉県   | さいたま市大宮区 | さいたま新都心バスターミナル        | ○            | ●            | 4番のりば                                   |
| 岩手県   | 盛岡市           | 盛岡南 （岩手県北バス盛岡南営業所） | ●            | ○            | 岩手飯岡駅より徒歩5分 パーク&ライド利用可能 |
| 岩手県   | 盛岡市           | 盛岡駅西口                          | ●            | ○            | 26番のりば                                  |
| 岩手県   | 宮古市           | 宮古駅前                            | ●            | ○            | 6番のりば                                   |
| 岩手県   | 宮古市           | シートピアなあど（道の駅みやこ）    | ●            | ○            | パーク&ライド利用可能                       |
| 岩手県   | 下閉伊郡山田町   | 道の駅やまだ（おいすた）            | ●            | ○            | パーク&ライド利用可能                       |
| 岩手県   | 下閉伊郡山田町   | ふれあいパークやまだ                | ●            | ○            |                                             |

## 車両
運行開始当初は、羽田京急バス・岩手県北バスとも「BEAM-1」専用塗装の車両を使用していた。

### 岩手県北バス
- 三菱ふそう・エアロクィーン（3代目）
- 日野・セレガGD（後期形）
- 日野・ブルーリボンGD（後期形）
- 日産ディーゼル・スペースアロー（トイレなし・貸切車。増発便で運行）

### 羽田京急バス
- 三菱ふそう・エアロクィーンI
- 三菱ふそう・エアロクィーン（3代目）

## 類似・競合路線

### 岩手県北自動車の路線
- 岩手きずな号
東京 - 久慈間を結ぶ夜行高速バス路線。岩手県北自動車とフジエクスプレスの共同運行。
盛岡市内では盛岡駅西口と厨川駅（岩手県北バス盛岡営業所）から利用できる。当路線とは異なり4列シート車を使用。

- MICHINORI EXPRESS
東京 - 八戸・三沢を結ぶ夜行高速バス路線。岩手県北バス南部支社（南部バス）八戸営業所の運行。
盛岡市内ではMEX八戸線とMEX三沢線が盛岡駅西口から、矢巾町内からはMEX八戸線を岩手飯岡駅の1駅隣である矢幅駅西口からそれぞれ利用できる。MEX八戸線は3列シートと4列シートの混成車を、MEX三沢線は4列シート車をそれぞれ使用。

### 他社の路線
- ドリーム盛岡 (らくちん) 号
東京 - 盛岡間の運行で、当路線と競合している。国際興業バス・岩手県交通・ジェイアールバス東北の共同運行。
当路線を運行する京急・岩手県北バスの2社は、当初はこの路線に国際興業と岩手県交通とともに参入する予定であったが、JRバス2社も参入することになり、採算が見込めなくなったため撤退した経緯をもつ。

- 遠野・釜石号
当路線同様、道の駅やまだと釜石・遠野・花巻経由で、岩手と東京を結ぶ夜行高速バス路線。国際興業バスと岩手県交通の共同運行。